# Репинское муниципальное образование (Саратовская область)
Репинское муниципальное образование — муниципальное образование со статусом сельского поселения в составе Балашовского района Саратовской области. Административный центр — село Репное. На территории поселения находятся 3 населённых пункта — 2 села, 1 железнодорожная станция .
Реки, протекающие на территории муниципального образования: Хопер, Затон.
Площадь Муниципального образования: 19361,86 га.
Почтовый адрес администрации Репинского Муниципального Образования: 412325 Саратовская обл., Балашовский район, село Репное, улица Советская д. 41.
Глава Репинского муниципального образования: Кондрашов Виктор Петрович с 2012 года. Заместитель главы администрации Репинского муниципального образования: Кондрашова Марина Ивановна.

## Население
| 2010  | 2011  | 2012  | 2013  | 2014  | 2015  | 2016  |
| ----- | ----- | ----- | ----- | ----- | ----- | ----- |
| 3490  | ↘3487 | ↗3506 | ↗3520 | ↗3562 | ↗3602 | ↗3609 |
| 2017  | 2018  | 2019  | 2020  | 2021  | 2025  |       |
| ↘3579 | ↘3538 | ↘3532 | ↘3517 | ↘3363 | ↘3335 |       |

## Населённые пункты
- село Репное — административный центр;
- село Заречное;
- железнодорожная станция Красная Заря.

Главой поселения является Суконников Андрей Васильевич.